# Liste der denkmalgeschützten Objekte in Bad Waltersdorf
Die Liste der denkmalgeschützten Objekte in Bad Waltersdorf enthält die 12 denkmalgeschützten, unbeweglichen Objekte der Gemeinde Bad Waltersdorf.

## Denkmäler
| Foto |                 | Denkmal                                                                            | Standort                                        | Beschreibung | Metadaten |
| ---- | --------------- | ---------------------------------------------------------------------------------- | ----------------------------------------------- | --- | --- |
| ja   | Datei hochladen | Ortskapelle HERIS-ID: 68245 Objekt-ID: 81250                                       | Hohenbrugg Standort KG: Hohenbrugg              | | BDA-Hist.: Q38119144 Status: § 2a Stand der BDA-Liste: 2025-06-30 Name: Ortskapelle GstNr.: .120                                                  |
| ja   | Datei hochladen | Nischenbildstock HERIS-ID: 68246 Objekt-ID: 81251                                  | bei Hohenbrugg 1 Standort KG: Hohenbrugg        | | BDA-Hist.: Q38119155 Status: § 2a Stand der BDA-Liste: 2025-06-30 Name: Nischenbildstock GstNr.: 2281                                             |
| ja   | Datei hochladen | Bildstock HERIS-ID: 68247 Objekt-ID: 81252                                         | bei Leitersdorf 13 Standort KG: Leitersdorf     | | BDA-Hist.: Q38119167 Status: § 2a Stand der BDA-Liste: 2025-06-30 Name: Bildstock GstNr.: 3604                                                    |
| ja   | Datei hochladen | Schloss Obermayerhofen HERIS-ID: 37331 Objekt-ID: 36445                            | Neustift bei Sebersdorf 1 Standort KG: Neustift | Aus einem ehemaligen Meierhof zu einem Rittersitz ausgebaut. Die erste urkundliche Erwähnung erfolgte 1315, als Besitzer wurde Heinrich Mayerhofer genannt. Anfang des 16. Jahrhunderts im Zuge der Türkeneinfälle stark verwüstet und erst 1574 wieder neu errichtet Ab 1977 wurde es durch Graf Harald Kottulinsky zu einem Hotel umgebaut. | BDA-Hist.: Q2242778 Status: Bescheid Stand der BDA-Liste: 2025-06-30 Name: Schloss Obermayerhofen GstNr.: 216 Schloss Obermayerhofen              |
| ja   | Datei hochladen | Mariensäule in Sebersdorf HERIS-ID: 111528seit 2021                                | bei Sebersdorf 37 Standort KG: Sebersdorf       | | BDA-Hist.: Q107642637 Status: Bescheid Stand der BDA-Liste: 2025-06-30 Name: Mariensäule in Sebersdorf GstNr.: 2134/1                             |
| ja   | Datei hochladen | Friedhofsportal HERIS-ID: 68240 Objekt-ID: 81243                                   | Bad Waltersdorf Standort KG: Waltersdorf        | | BDA-Hist.: Q38119093 Status: § 2a Stand der BDA-Liste: 2025-06-30 Name: Friedhofsportal GstNr.: .106                                              |
| ja   | Datei hochladen | Wies-Kapelle HERIS-ID: 4729 Objekt-ID: 585                                         | Bad Waltersdorf Standort KG: Waltersdorf        | | BDA-Hist.: Q38049567 Status: Bescheid Stand der BDA-Liste: 2025-06-30 Name: Wies-Kapelle GstNr.: .31/3                                            |
| ja   | Datei hochladen | Pfarrhof HERIS-ID: 51953 Objekt-ID: 57798                                          | Bad Waltersdorf 1 Standort KG: Waltersdorf      | Der Pfarrhof wurde 1773–1774 erbaut und 1970 restauriert. An seiner Giebelfront befindet sich ein Wandbild von Adolf und Heide Osterider aus dem Jahr 1962. | BDA-Hist.: Q38048212 Status: § 2a Stand der BDA-Liste: 2025-06-30 Name: Pfarrhof GstNr.: 26/1                                                     |
| ja   | Datei hochladen | Kath. Pfarrkirche hl. Margaretha HERIS-ID: 51954 Objekt-ID: 57800                  | Bad Waltersdorf 1a Standort KG: Waltersdorf     | Die Pfarrkirche ist der Heiligen Margareta von Antiochien geweiht. Ihre Geschichte geht auf die Ortsgründung um 1130 zurück; das letzte Mal wurde sie 1689–1690 von Grund auf neu gebaut, Baumeister war Domenico Orsolino. | BDA-Hist.: Q38048229 Status: § 2a Stand der BDA-Liste: 2025-06-30 Name: Kath. Pfarrkirche hl. Margaretha GstNr.: .1/1 Pfarrkirche Bad Waltersdorf |
| ja   | Datei hochladen | Kriegerdenkmal HERIS-ID: 68071 Objekt-ID: 81068                                    | bei Bad Waltersdorf 1a Standort KG: Waltersdorf | Das säulenförmige Denkmal mit Reliefdarstellung von Soldaten wurde laut Inschrift 1921 errichtet. | BDA-Hist.: Q38118434 Status: § 2a Stand der BDA-Liste: 2025-06-30 Name: Kriegerdenkmal GstNr.: .1/1                                               |
| ja   | Datei hochladen | Mariensäule HERIS-ID: 68242 Objekt-ID: 81245                                       | bei Bad Waltersdorf 54 Standort KG: Waltersdorf | Die Säule mit Immaculata-Darstellung wurde laut Inschrift 1895 errichtet. | BDA-Hist.: Q38119111 Status: § 2a Stand der BDA-Liste: 2025-06-30 Name: Mariensäule GstNr.: 2453/4 Mariensäule Bad Waltersdorf                    |
| ja   | Datei hochladen | Café unterm Storchennest, ehem. Bäckerei HERIS-ID: 68078 Objekt-ID: 81075seit 2013 | Bad Waltersdorf 57 Standort KG: Waltersdorf     | | BDA-Hist.: Q38118484 Status: Bescheid Stand der BDA-Liste: 2025-06-30 Name: Café unterm Storchennest, ehem. Bäckerei GstNr.: .24                  |